# Фокке, Генрих
Генрих Фокке (нем. Henrich Focke; 8 октября 1890, Бремен — 25 февраля 1979, Бремен) — немецкий авиаконструктор и предприниматель. Один из создателей вертолётов.

## Биография
Родился в Бремене. В 1920 году окончил Бременский технологический институт. В 1924 году создал авиастроительное предприятие Фокке-Вульф.
В 1936 году он построил вертолёт Focke-Wulf Fw 61, а в 1940 году — транспортный вертолёт FA 223. Уже в 1937 году вертолеты Фокке могли летать на высоте свыше 2 км.
После Второй мировой войны Генрих Фокке был взят в плен во Франции до 1948 года. Поскольку разработка самолётов была запрещена в Германии в послевоенные годы, а немецкие авиаконструкторы были востребованы авиационной промышленностью в других странах, Фокке был нанят британским министерством авиации, где он пробыл с 1948 по 1958 год. в качестве технического советника.
В 1963 году он построил в Бремене аэродинамическая трубу, предназначенную,  для исследования летных характеристик вертолетов.
Умер в родном Бремене.

## Награды
- Кольцо Людвига Прандтля (1961)
- Медаль Говарда Поттса (1968)